# Чейни, Кассиус
Кассиус Чейни (англ. Cassius Chaney; род. 7 июня 1987, Балтимор, Мэриленд, США) — американский боксёр-профессионал, выступающий в тяжёлой весовой категории. Победитель национального турнира PAL (2012) в любителях.
Среди профессионалов бывший серебряный чемпион США по версии WBC (USNBC) Silver (2019—2021) в тяжёлом весе.
Лучшая позиция по рейтингу BoxRec — 23-я (декабрь 2023) и являлся 10-м среди американских боксёров тяжёлой весовой категории, а по рейтингам основных международных боксёрских организаций занимал: 11-ю строчку рейтинга WBA, входя в ТОП-25 лучших тяжеловесов всего мира.

## Биография
Кассиус Чейни родился 7 июня 1987 года в городе Сент-Луис штата Миссури в США.
Своё имя — Кассиус, мальчик получил в честь великого Мохаммеда Али, который был кумир его отца. В юности Чейни достиг больших высот в баскетболе — он играл за команду школы, а затем за сборную университета Нью-Хэйвена, в штате Коннектикут. Выступал на позиции крайнего защитника. Также Кассиус много дрался, так-как часто менял учебные заведения, и каждый раз демонстрировал свой высокий статус. Кассиус окончил университет по специальности «спортивный менеджмент». В свободное время Чейни тренирует молодых ребят, обучая их основам игры в баскетбол.

## Любительская карьера
Кассиус Чейни начал заниматься боксом в 23 года, но с раннего детства он занимался разными видами спортом, и профессионально увлекался баскетболом.
В первый год любительской карьеры победил на престижном местном турнире «Золотые перчатки» региона Новая Англия в тяжёлом весе. На второй год тренировок стал полуфиналистом национального чемпионата США. Также участвовал на национальном турнире «Золотые перчатки», но в четвертьфинале уступил будущему победителю Джермейну Франклину. Стал победителем национальной турнире PAL (Полицейской Атлетической лиги) в 2012 году. В течение любительской карьеры провёл 27 официальных боёв (24 из них выиграв и 15 побед одержав нокаутом).

## Профессиональная карьера
В 2015 году он принял решение перейти в профессионалы и подписал контракт с промоутерской компанией Main Events, которой руководит Кэти Дува. Проживает и тренируется в Нью-Лондоне, штат Коннектикут. Его тренер — Питер Манфредо-старший
17 апреля 2015 года провёл дебютный бой на профессиональном ринге, победив техническим нокаутом в 2-м раунде американского боксёра Перри Филкинса (0-1).
На протяжении карьеры неоднократно был в тренировочном лагере и проводил спарринги с такими известными боксёрами как американцы бывший чемпион мира Чарльз Мартин, Доминик Бризил, Амир Мансур и британцы бывший чемпион мира Тайсон Фьюри.
19 июля 2019 года в Оксон-Хилле (штат Мэриленд, США), ярко и досрочно, техническим нокаутом в 1-м раунде победил американского середняка Джоэля Коудли (8-2-2). Чейни работал первым номером и выбрасывал большое количество ударов, и в конечном итоге потрясённый соперник выпал за пределы ринга. Но интересно, что на этом всё не закончилось, Коудли был засчитан нокдаун, а уже через несколько секунд после возобновления схватки рефери вынужден был остановить одностороннее избиение.
2 декабря 2021 года в Нью-Йорке (США), в очень конкурентном бою проиграл раздельным решением судей (счёт: 96—94, 93—97, 91—99) небитому доминиканцу Джорджу Ариасу (16-0).
20 августа 2022 года в Анкасвилле (Коннектикут, США) вернулся на ринг после поражения и победил в первом раунде нокаутом неизвестного Мэтью Маккинни (9-5-3)
4 ноября 2022 года в Майами (Флорида) в большом вечере Дона Кинга провел бой против 34-летнего Тревора Брайана (22-1, 15 КО) победив зрелищным нокаутом. Вначале боя послав в нокдаун Тревора и завершив бой свою пользу зрелищным нокаутом в 7-м.

#### Отборочный бой с Майклом Хантером
7 июня 2024 года в Голливуде (Флорида, США) в отборочном бою по линии WBA сразился с опытным Майклом Хантером (21-1-2, 16 КО). Бой получился скучный, односторонний и незрелищный. Фаворит Хантер полностью переработал своего более габаритного и тяжелого соперника, который во второй половине боя стал откровенно избегать боя. Хантер практически на выбор использовал свой арсенал, но досрочной победы получить не смог, довольствуясь разгромной победой по очкам: 100—90 трижды. 
22 марта 2025 года в Бостоне (США) вышел на бой против экс-претендента на регулярный титул WBA в крузервейте Джуниора Энтони Райта (21-6-1, 17 КО). Не смог победить выходца из более лёгкой весовой несмотря на нокдаун в 1-м раунде. Райт смог восстановиться и лучше смотреться в дальнейших раундах. В 5-м отрезке Райт отквитал нокдаун послав на нокдаун более крупного и тяжелого Чейни. Концовка была уверенно за Энтони Райтом. Решение судей: 95—93, 96—92, 97—91. 

## Статистика профессиональных боёв
В таблице перечислены результаты всех поединков боксёров.
В каждой строке указан результат поединка. Дополнительно номер поединка обозначен цветом, который обозначает итог поединка. Расшифровка обозначений и цветов представлена в нижеследующей таблице.
| Пример | Расшифровка                     |
| ------ | ------------------------------- |
|        | Победа                          |
|        | Ничья                           |
|        | Поражение                       |
|        | Планируемый поединок            |
|        | Поединок признан несостоявшимся |
| КО     | Нокаут                          |
| ТКО    | Технический нокаут              |
| PTS    | Решение судей (по очкам)        |
| UD     | Единогласное решение судей      |
| MD     | Решение большинства судей       |
| SD     | Раздельное решение судей        |
| RTD    | Отказ от продолжения боя        |
| DQ     | Дисквалификация                 |
| NC     | Поединок признан несостоявшимся |

| 26 поединков, 23 победы (16 нокаутом), 3 поражения. | 26 поединков, 23 победы (16 нокаутом), 3 поражения. | 26 поединков, 23 победы (16 нокаутом), 3 поражения. | 26 поединков, 23 победы (16 нокаутом), 3 поражения. | 26 поединков, 23 победы (16 нокаутом), 3 поражения.              | 26 поединков, 23 победы (16 нокаутом), 3 поражения. | 26 поединков, 23 победы (16 нокаутом), 3 поражения.                                |
| Бой                                                 | Рекорд                                              | Дата боя                                            | Соперник                                            | Место проведения боя                                             | Раундов, время                                      | Дополнительно                                                                      |
| --------------------------------------------------- | --------------------------------------------------- | --------------------------------------------------- | --------------------------------------------------- | ---------------------------------------------------------------- | --------------------------------------------------- | ---------------------------------------------------------------------------------- |
| 24                                                  | 23-1                                                | 4 ноября 2023                                       | Тревор Брайан (22-1)                                | Казино Miami Jai Alai, Майами, Флорида, США                      | KO 7 (10), 2:03                                     | Брайан в нокдауне во 2-м раунде.                                                   |
| 23                                                  | 22-1                                                | 20 августа 2022                                     | Мэтью Маккинни (9-5-3)                              | Мохеган Сан, Анкасвилл, Коннектикут, США                         | TKO 1 (8), 2:07                                     |                                                                                    |
| 22                                                  | 21-1                                                | 2 декабря 2021                                      | Джордж Ариас (16-0)                                 | Hammerstein Ballroom, Нью-Йорк, штат Нью-Йорк, США               | SD 10 (10)                                          | Счёт: 96-94, 93-97, 91-99.                                                         |
| 21                                                  | 21-0                                                | 14 августа 2021                                     | Шонделл Терелл Уинтерс (13-5)                       | Palladium, Вустер, Массачусетс, США                              | UD 10 (10)                                          | Счёт: 98-92, 97-93, 96-94.                                                         |
| 20                                                  | 20-0                                                | 12 декабря 2020                                     | Джейсон Бергман (27-18-2)                           | Champion Boxing Gym, Джонсборо, Джорджия, США                    | TKO 3 (8), 2:23                                     |                                                                                    |
| 19                                                  | 19-0                                                | 28 августа 2020                                     | Чонси Уэлливер (57-12-5)                            | Osceola Heritage Park, Киссимми, Флорида, США                    | TKO 4 (8), 2:01                                     |                                                                                    |
| 18                                                  | 18-0                                                | 27 ноября 2019                                      | Ник Джонс (7-2)                                     | Castleton Banquet & Conference Center, Виндхем, Нью-Гэмпшир, США | KO 3 (8), 1:22                                      | Завоевал вакантный титул чемпиона США по версии WBC (USNBC) Silver в тяжёлом весе. |
| 17                                                  | 17-0                                                | 11 октября 2019                                     | Сантандер Сильгадо (28-7)                           | Connecticut Convention Center, Хартфорд, Коннектикут, США        | KO 1 (8), 1:03                                      |                                                                                    |
| 16                                                  | 16-0                                                | 19 июля 2019                                        | Джоэл Коудли (8-2-2)                                | MGM National Harbor, Оксон-Хилл, Мэриленд, США                   | TKO 1 (8), 1:52                                     |                                                                                    |
| 15                                                  | 15-0                                                | 30 марта 2019                                       | Кристиан Марискаль (12-2)                           | 2300 Arena, Филадельфия, Пенсильвания, США                       | TKO 1 (6), 2:16                                     |                                                                                    |
| 14                                                  | 14-0                                                | 3 ноября 2018                                       | Сантино Турнбоу (4-2)                               | Aviator Sports Complex, Бруклин, Нью-Йорк, США                   | KO 4 (6), 1:04                                      |                                                                                    |
| 13                                                  | 13-0                                                | 30 июня 2018                                        | Элдер Эрнандес (5-2)                                | Мохеган Сан, Анкасвилл, Коннектикут, США                         | TKO 1 (6), 2:47                                     |                                                                                    |
| 12                                                  | 12-0                                                | 3 марта 2018                                        | Тим Вашингтон (6-5)                                 | Мэдисон-сквер-гарден, Манхэттен, Нью-Йорк, США                   | KO 2 (6), 1:28                                      |                                                                                    |
| 11                                                  | 11-0                                                | 5 октября 2017                                      | Джон Болден (8-11-1)                                | Мохеган Сан, Анкасвилл, Коннектикут, США                         | UD 6 (6)                                            | Счёт судей: 56-55 (трижды). Чейни в нокдауне в 1-м раунде.                         |
| 10                                                  | 10-0                                                | 15 апреля 2017                                      | Хуан Гуд (8-4)                                      | Мохеган Сан, Анкасвилл, Коннектикут, США                         | UD 6 (6)                                            | Счёт судей: 59-55 (трижды).                                                        |